# ألكسندر ولف
ألكسندر ولف (بالإنجليزية: Alexander Wolfe)‏ هو مغن مؤلف بريطاني، ولد في 24 ديسمبر 1981 في كامبريدج في المملكة المتحدة.

## وصلات خارجية
- ألكسندر ولف على موقع ميوزك برينز (الإنجليزية)
- ألكسندر ولف على موقع ديسكوغز (الإنجليزية)